# Československá basketbalová liga 1984-1985
La Československá basketbalová liga 1984-1985 è stata la 57ª edizione del massimo campionato cecoslovacco di pallacanestro maschile. La vittoria finale è stata ad appannaggio dell'Inter Bratislava.

## Risultati

### Stagione regolare
|     | Squadra                | G  | V  | P  | PF   | PS   | Pt. | Qualificazione |
| --- | ---------------------- | -- | -- | -- | ---- | ---- | --- | -------------- |
| 1.  | Inter Bratislava       | 24 | 19 | 5  | 2186 | 1969 | 43  | playoff        |
| 2.  | Chemosvit              | 24 | 18 | 6  | 1993 | 1823 | 42  | playoff        |
| 3.  | Pardubice              | 24 | 13 | 11 | 2083 | 2090 | 37  | playoff        |
| 4.  | Tatran Ostrava         | 24 | 12 | 12 | 1999 | 1990 | 36  | playoff        |
|     |                        |    |    |    |      |      |     |                |
| 5.  | Zbrojovka Brno         | 24 | 13 | 11 | 2117 | 2012 | 40  |                |
| 6.  | VŠDS Žilina            | 24 | 13 | 11 | 2098 | 2052 | 37  |                |
| 7.  | Dukla Olomouc          | 24 | 10 | 14 | 1981 | 2015 | 34  |                |
|     |                        |    |    |    |      |      |     |                |
| 8.  | Sparta ČKD Praga       | 24 | 10 | 14 | 1900 | 1984 | 34  |                |
| 9.  | VŠ Praga               | 24 | 7  | 17 | 1883 | 2070 | 31  |                |
| 10. | Slávia SVŠT Bratislava | 24 | 5  | 19 | 1926 | 2160 | 29  | retrocesso     |

### Playoff
|  | Semifinali | Semifinali       | Semifinali |           |    | Finale           | Finale | Finale |  |
|  |            |                  |            |           |    |                  |        |        |  |
|  | 1.         | Inter Bratislava | 2          |           |    |                  |        |        |  |
|  | 1.         | Inter Bratislava | 2          |           |    |                  |        |        |  |
|  | 4.         | Tatran Ostrava   | 0          |           |    |                  |        |        |  |
|  | 4.         | Tatran Ostrava   | 0          |           | 1. | Inter Bratislava | 2      |        |  |
|  |            |                  |            |           | 1. | Inter Bratislava | 2      |        |  |
|  |            |                  | 2.         | Chemosvit | 1  |                  |        |        |  |
|  | 2.         | Chemosvit        | 2.         | Chemosvit | 1  | 2                |        |        |  |
|  | 2.         | Chemosvit        |            |           |    |                  |        |        |  |
|  | 3.         | Pardubice        | 1          |           |    |                  |        |        |  |

| Československá basketbalová liga 1984-1985 |
| ------------------------------------------ |
| Inter Bratislava 4º titolo                 |

## Formazione vincitrice
| N° | Naz.                      | Ruolo | Sportivo       |  | Alt. |  |
| -- | ------------------------- | ----- | -------------- |  | ---- |  |
|    | Cecoslovacchia (bandiera) | A     | Stano Kropilák |  | 208  |  |
|    | Cecoslovacchia (bandiera) | A     | Peter Rajniak  |  | 200  |  |
|    | Cecoslovacchia (bandiera) |       | Juraj Žuffa    |  |      |  |
|    | Cecoslovacchia (bandiera) |       | T. Michalík    |  |      |  |
|    | Cecoslovacchia (bandiera) |       | Kristiník      |  |      |  |
|    | Cecoslovacchia (bandiera) |       | Kratochvíl     |  |      |  |
|    | Cecoslovacchia (bandiera) |       | Kevenský       |  |      |  |
|    | Cecoslovacchia (bandiera) |       | Žákovec        |  |      |  |
|    | Cecoslovacchia (bandiera) |       | Pochabá        |  |      |  |
|    | Cecoslovacchia (bandiera) |       | Dorazil        |  |      |  |
|    | Cecoslovacchia (bandiera) |       | Koreň          |  |      |  |
|    | Cecoslovacchia (bandiera) |       | Procházka      |  |      |  |
|    | Cecoslovacchia (bandiera) | All.  | Miroslav Rehák |  |      |  |

## Fonti
- Ing. Pavel Šimák: Historie československého basketbalu v číslech (1932-1985), Basketbalový svaz ÚV ČSTV, květen 1985, 174 stran
- Ing. Pavel Šimák: Historie československého basketbalu v číslech, II. část (1985-1992), Česká a slovenská basketbalová federace, březen 1993, 130 stran
- Juraj Gacík: Kronika československého a slovenského basketbalu (1919-1993), (1993-2000), vydáno 2000, 1. vyd, slovensky, BADEM, Žilina, 943 stran
- Jakub Bažant, Jiří Závozda: Nebáli se své odvahy, Československý basketbal v příbězích a faktech, 1. díl (1897-1993), 2014, Olympia, 464 stran